# Данијел Кавана
Данијел "Дени" Кавана (рођен 6. октобра 1972. године) је енглески гитариста и певач, који је формирао британску групу анатема 1990. године са својим братом Винсентом Кавана. Он је главни аутор песама, улогу коју је раније делио са басистом Данкан Патерсон до одласка у 1998. години.
Кавана је био укључен у друге пројекте, укључујући Leafblade, акустичну и келтску рок-групу (гитара и вокал). Он је такође свирао на гитару на албуму гљива. Кавана је такође снимио вокалне партије на албуму француских пост-рокера Сферични умови и био гост на албуму чист ваздух извођачице Анек ван Гирсберген. Био је вокал и гитара на песми "The Blowers Daughter".

## Позадина и ране године
Кавана је одрастао у Ливерпулу, у радничкој породици. Он је истакао да су Dire Straits и посебно, Марк Нопфлер његови музички утицаји. Такође, група Квин је била одговорна за вођење Данијела ка гитари. Кавана помиње Лајв ејд као нешто што је један од највећих тренутака у историји музике и човечанства.
Током тинејџерских година, Кавана открива Ајрон мејден , који је заједно са групама као Металика, Селтик фрост, Слејер, Матице и касније Парадајз лост, били су велики утицаји у његовим интересовањима за метал музику.
Кавана је добио високу оцену за способност да се комбинује различите звукове метала.

## Са Анатемом
"Rise Pantheon Dreams" је био оригинални назив анатеме за деби албум "Serenades". У току снимања албума, тадашњи певач Дарен Вајт није певао као што су сви очекивали па је напустио бенд. Касније, на то место долази Данијелов брат Винсент, који је остао певач бенда до дан данас. Сада се он сматра једним од најбољих певача. Албум "The Silent Enigma" излази  у октобру 1995. године и након само годину дана касније излази њихов трећи албум, "Eternity".

### "Alternative 4" и породична трагедија
У 1998. години Џон Даглас је напустио групу у кратком периоду за излазак албума "Alternative 4" и заменио га је Шон Стилс. "Alternative 4" , чије песме су углавном компоноване од стране Кавана и Данкана Патерсона, срели су углавном позитивне критике и то је означило прелаз групе од готик-метала на више алтернативни рок  звук.
Одмах после избацивања албума, браћа Кавана су изгубили мајку, а затим Данкан Патерсон је напустио групу. Без обзира на то, група је одлучила да се фокусира на развој новог албума. Џон Даглас се вратио у групу током турнеје албума годину дана  пре избацивања албума "Judgement". Албум је поново срео позитивне критике у, дајући му четири од пет звездица.
Поред Винсентових вокала, Ли Даглас, млађа сестра бубњара Џона, дебитовала је на албуму и била је коначно постављена као чланица групе. Важно је напоменути да је песма  "One Last Goodbye", коју је написао Данијел и певао Винсент, омаж њихове мајке, Хелен. Браћа су били веома блиски са својом мајком и песма је искрена захвалност за њу.
У овој фази Патерсон је отишао из бенда, Кавана је био у центру пажње као покретачка музичка сила у групи и брзо се сматра као више од утицајна фигура.

## Соло каријера
Отприлике у 2002. години Данијел је почео да свира соло концерте широм Европе, са гитаром и клавиром. Ови концерти су се испоставили да су веома популарни међу фановима бенда и били су радознали да чују Данијелов рад. Кратка норвешка турнеја у 2006. години је довело до тога да Кавана упознаје Christer-André Cederberg који је био продуцент два студијска албума бенда.
У 2004. години је изашао албум 'A Place To Be' преко  Strangelight Records.
2009. године је Даниел поново сарађивао са Анек ван Гирсберген за избацивање 'In Parallel' где су обоје додавали свој јединствен звук.

## Лични живот
У 2005. години Кавана је одлучио да престане да конзумира алкохол и дрогу, те и да има више духовнији приступ у свакодневном животу. Он је дотакао ову тему у интервјуу, наводећи да је он много срећнији сада. Ова промена је такође дошло у складу са својим најуспешнијим периодом радећи као музичар.